# Nobles Emigrant Trail
Le Nobles Emigrant Trail est un sentier de randonnée américain dans les comtés de Lassen et Shasta, en Californie. Protégé au sein du parc national volcanique de Lassen et de la Lassen Volcanic Wilderness, il est lui-même inscrit au Registre national des lieux historiques depuis le 3 octobre 1975.